# João Mota (ator)
João Mota (Albufeira, 28 de outubro de 1990) é um ator português.

## Biografia
Em 2011, participou na 2.ª edição da Casa dos Segredos.
Em 2012, integrou o elenco de Morangos com Açúcar - Férias de Verão, como Marcelo Pereira.
Em 2013, participou em Splash! Celebridades, da SIC, como concorrente.
Em 2014, integrou o elenco de Água de Mar da RTP1, como André.
Em 2015, integrou o elenco da telenovela Poderosas da SIC, como Henrique Gomes , e participou na 9.ª gala de A Quinta da TVI.
Em 2016, participou na telenovela Coração d'Ouro, da SIC, como Tozé, e estreou-se no teatro, na peça Vanya e Sonia e Masha e Spike.
Em 2017, faz de Vasco em Espelho d'Água, telenovela da SIC.

## Televisão
| Ano         | Projeto                                       | Papel                 | Notas                                                       | TV   |
| ----------- | --------------------------------------------- | --------------------- | ----------------------------------------------------------- | ---- |
| 2011        | Secret Story - Casa dos Segredos (2.ª edição) | Ele Próprio           | Concorrente (Vencedor)                                      | TVI  |
| 2012        | Morangos com Açúcar                           | Marcelo Pereira       | Elenco Principal                                            | TVI  |
| 2012        | Secret Story - Casa dos Segredos (3.ª edição) | Ele Próprio           | Apresentador do "Diário da Tarde", ao lado de Iva Domingues | TVI  |
| 2013        | Splash! Celebridades                          | Ele Próprio           | Concorrente                                                 | SIC  |
| 2014 - 2015 | Água de Mar                                   | André                 | Elenco Adicional                                            | RTP1 |
| 2015 - 2016 | Poderosas                                     | Henrique Gomes        | Participação Especial                                       | SIC  |
| 2016        | Coração d'Ouro                                | Tozé                  | Elenco Adicional                                            | SIC  |
| 2017 - 2018 | Espelho d'Água                                | Vasco Henriques       | Elenco Principal                                            | SIC  |
| 2018        | Vidas Opostas                                 | Eduardo «Edu»         | Participação Especial                                       | SIC  |
| 2019        | Alguém Perdeu                                 | Sérgio «Bomba»        | Elenco Principal                                            | CMTV |
| 2021 - 2022 | A Serra                                       | Nicolau Roque Courela | Elenco Principal                                            | SIC  |
| 2022        | Lua de Mel                                    | Xavier «Xavi» Martins | Elenco Principal                                            | SIC  |
| 2023        | Dança Comigo                                  | Ele Próprio           | Concorrente                                                 | RTP1 |

## Cinema
| Ano  | Filme                 | Papel         | Notas                                   |
| ---- | --------------------- | ------------- | --------------------------------------- |
| 2018 | Leviano               | Eduardo Silva | Realização de Justin Amorim             |
| 2018 | Self Destructive Boys |               | Realização de Marco Leão e André Santos |